# Voodoo2

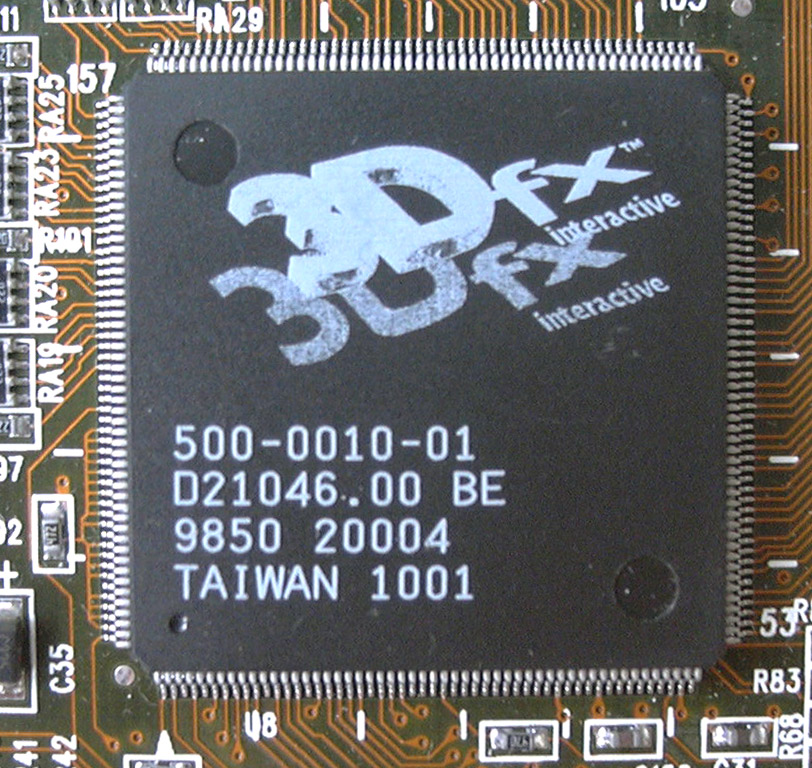

Voodoo2 — семейство графических ускорителей, созданных компанией 3dfx в 1998 году. Фактически представлял набор микросхем, которых для реализации логики из-за относительно низкого имевшегося на тот момент уровня развития полупроводниковой промышленности было задействовано 3 шт. (256-контактная FBI и две 212-контактных TMU). Модель вышла в феврале 1998 года и являлась заменой чипсету Voodoo. Тактовая частота устанавливалась в диапазоне 90-100 МГц, тип используемой памяти — EDO DRAM, интерфейс соединения с системной платой — PCI. Voodoo2 выпускался в двух вариантах по количеству установленной памяти: 8 Мб и 12 Мб. В 8-МБ версии приходится по 2 Мб памяти на текстурный блок, а в 12-Мб модели — по 4 Мб. В 3D-режиме карта поддерживала максимальное разрешение экрана 800 × 600 в одиночном режиме и 1024х768 при использовании двух карт (в SLI-режиме). В 2D-режиме Voodoo2 просто «пропускала» сквозь себя видеосигнал со вспомогательной карты, не накладывая существенных ограничений на разрешение.
Каждый из трех чипов, присутствующих на карте, имеет 64-битный контроллер памяти, таким образом, «суммарная» разрядность шины памяти равна 192 битам. Для сравнения, предшествующий 3D-ускоритель Voodoo имел суммарную разрядность шины 128 бит и один TMU.
Конкурирующие 3D-видеокарты ATI Rage Pro, NVIDIA RIVA 128 и Rendition Verite 2x00 имеют одинокристалльную компоновку.
Для масштабирования производительности при использовании в единой системе двух полноценных ускорителей Voodoo2 представлялась технология Scan-Line Interleave (SLI). В режиме SLI две карты разделяли вычислительную нагрузку по рендеренгу сцены между собой: каждая карта обрабатывала свою половину строк дисплея. Режим SLI теоретически позволял удвоить частоту смены кадров и увеличил общий буфер кадра. В результате максимально поддерживаемое разрешение экрана увеличилось по сравнению с одиночной картой Voodoo2.
В конце 1998 года на смену рассматриваемому семейству пришло новое — Voodoo3. Несмотря на это, выпуск Voodoo2 не был свернут сразу, так как по сниженной цене они продолжали быть конкурентоспособным предложением.

## Характеристики
- Voodoo2 (V2 1000) 90 MHz clock (memory and core)
- 135 MHz RAMDAC, 16-bit (65536 color) display true color-256 color
- 90 миллионов pixels/sec для заполнение билинейных текстур
- LOD mipmapping
- Z-buffering
- alpha blending and fogging